# 林良訓
林 良訓（はやし よしのり）は日本のモデラー。「林 良訓」はペンネームで夫・林　良紀（親方）と妻・林 訓子（丁稚）の合名。モデラー集団「町工場」および「Boo's」主宰。

## 来歴
- 主に雑誌「モデルカーズ」にて作例を掲載し、「戦え!町工場」という連載コーナーもあったが、「季節風事件」勃発以降「町工場」関係者が締め出され連載も不自然な形で終了した後「モデルグラフィックス」での作例掲載が主となる。
- フジテレビ721の番組プラモつくろうCUSTOMに夫婦揃って出演。作業を分担して行っている様子が放映された。